# Manoir Saint-Sébastien
Le manoir Saint-Sébastien est un édifice situé à Séné en France.

## Localisation
Le manoir est situé sur le territoire de la commune de Séné, au lieu-dit Ozon, dans le département du Morbihan en région Bretagne.

## Description
Le manoir date du XVIIe siècle, édifice de plan en équerre à un étage carré, construit en moellons de granite. Toiture à longs pans recouverte d'ardoises,  pignon découvert, noue. Escalier de distribution extérieur : escalier droit en maçonnerie

## Historique
Logis manorial disparu. Logis daté 1695. Logis en alignement daté 1858. Rehaussé d'un étage au XXe siècle avec réemploi d'une porte dans le pignon nord, provenant peut-être de la chapelle. Étable en retour du XIXe siècle. Grange et puits antérieurs à 1840. Chapelle Saint-Sébastien figurant sur le cadastre de 1844 en ruine ou détruite fin du XIXe siècle. Colombier figurant sur le cadastre 1810, détruit sur le cadastre 1844. Le manoir est vendu aux religieuses de la Visitation de Vannes en 1714 par l'écuyer Guillaume le Bartz, avec le moulin à marée de Herbon (proche) ou Bilherbon nommé " ferme d'Ozon " sur le plan cadastral de 1810 (moulin à marée sans doute détruit à cette date)
Les vestiges sont inscrits à l'inventaire général du patrimoine culturel.